# 17216 Scottstuart
17216 Scottstuart este un asteroid din centura principală de asteroizi.

## Descriere
17216 Scottstuart este un asteroid din centura principală de asteroizi. A fost descoperit pe 7 ianuarie 2000 la Stația Anderson Mesa în cadrul programului LONEOS. Asteroidul prezintă o orbită caracterizată de o semiaxă mare de 3,18 ua, o excentricitate de 0,13 și o înclinație de 10,7° în raport cu ecliptica.